# Guvernul Take Ionescu

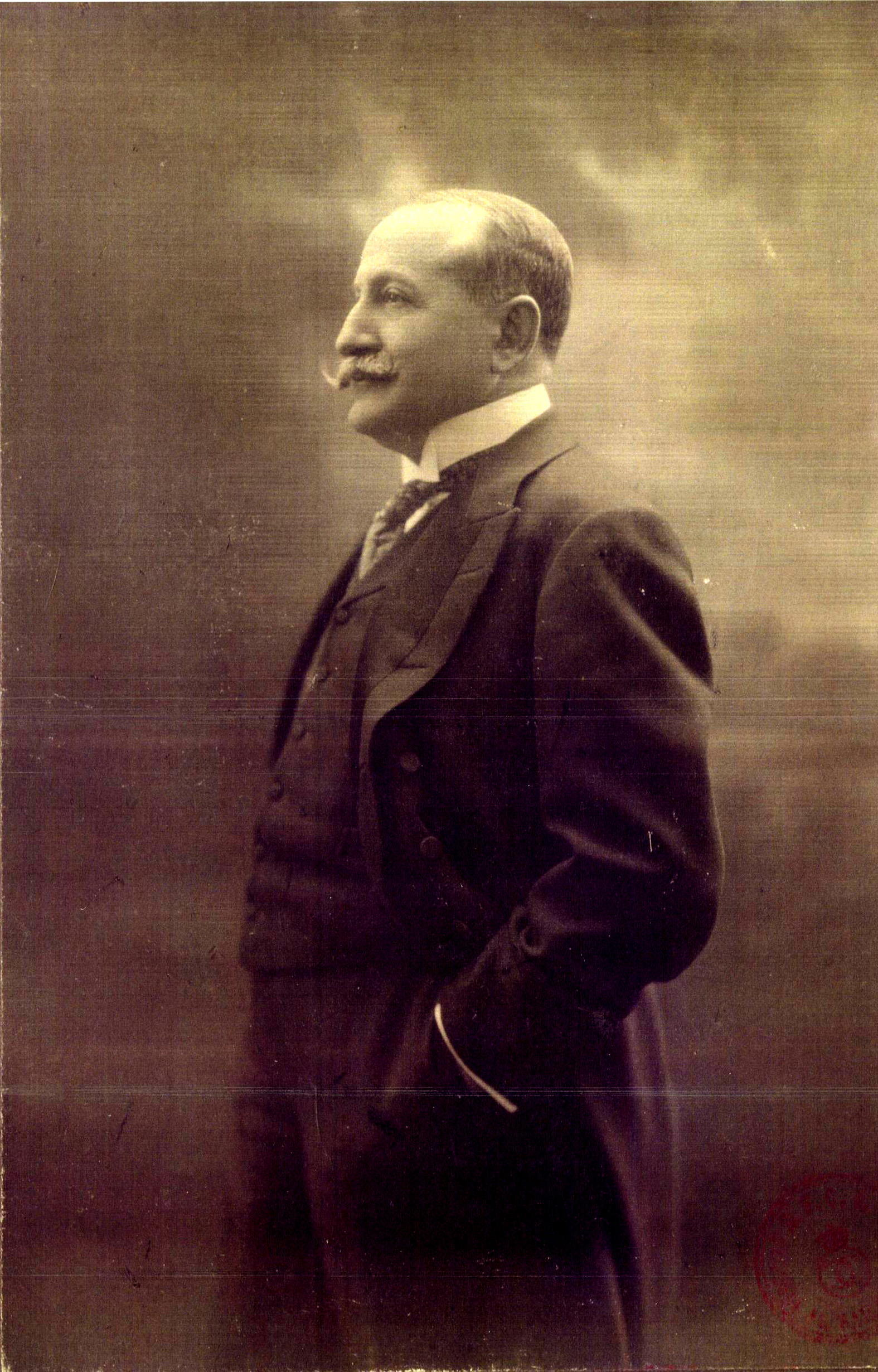
Take Ionescu

Guvernul Take Ionescu a fost un consiliu de miniștri care a guvernat România în perioada 17 decembrie 1921 - 19 ianuarie 1922.

## Componența
- Președintele Consiliului de Miniștri

Take Ionescu (17 decembrie 1921 - 19 ianuarie 1922)
- Ministrul de interne

Ion Cămărășescu (17 decembrie 1921 - 19 ianuarie 1922)
- Ministrul de externe

Gheorghe Derussi (17 decembrie 1921 - 19 ianuarie 1922)
- Ministrul finanțelor

Take Ionescu (17 decembrie 1921 - 19 ianuarie 1922)
- Ministrul justiției

Stelian Popescu (17 decembrie 1921 - 19 ianuarie 1922)
- Ministrul de război

General Ștefan Holban (17 decembrie 1921 - 19 ianuarie 1922)
- Ministrul lucrărilor publice

Gheorghe Lucasievici (17 decembrie 1921 - 19 ianuarie 1922)
- Ministrul comunicațiilor

Constantin Cihodariu (17 decembrie 1921 - 19 ianuarie 1922)
- Ministrul industriei și comerțului

Mihail Oromolu (17 decembrie 1921 - 2 ianuarie 1922)
ad-int. Gheorghe Lucasievici (2 - 19 ianuarie 1922)
- Ministrul instrucțiunii publice

George G. Mironescu (17 decembrie 1921 - 19 ianuarie 1922)
- Ministrul cultelor și artelor

Vasile Dumitrescu-Brăila (17 decembrie 1921 - 19 ianuarie 1922)
- Ministrul agriculturii

Dumitru Dumitrescu⁠(d) (17 decembrie 1921 - 19 ianuarie 1922)
- Ministrul domeniilor

Mihail Vlădescu (17 decembrie 1921 - 19 ianuarie 1922)
- Ministrul muncii și ocrotirii sociale

Constantin Xeni (17 decembrie 1921 - 19 ianuarie 1922)
- Ministru de stat (fără portofoliu)

Dimitrie Bogos (5 - 19 ianuarie 1922)

## Sursa
- Stelian Neagoe - "Istoria guvernelor României de la începuturi - 1859 până în zilele noastre - 1995" (Ed. Machiavelli, București, 1995)

| Precedat(ă) de: Guvernul Alexandru Averescu (2) | Guvernul Take Ionescu 17 decembrie 1921 - 19 ianuarie 1922 | Succedat(ă) de: Guvernul Ion I.C. Brătianu (6) |